# Пономарьовська сільська рада (Пономарьовський район)
Пономарьо́вська сільська рада (рос. Пономарёвский сельский совет) — сільське поселення у складі Пономарьовського району Оренбурзької області Росії.
Адміністративний центр — село Пономарьовка.

## Населення
Населення — 5051 особа (2019; 5227 в 2010, 5442 у 2002).

## Склад
До складу сільської ради входять:
| Населений пункт      | Населення, осіб (2002) | Населення, осіб (2010) |
| -------------------- | ---------------------- | ---------------------- |
| Дмитрієвка, присілок | 37                     | 27                     |
| Пономарьовка, село   | 5405                   | 5200                   |